# La Belle de l'Alaska
Pour plus de détails, voir Fiche technique et Distribution.
La Belle de l'Alaska (titre original : Belle of the Yukon) est un film américain en Technicolor réalisé par William A. Seiter, sorti en 1944.
Le film a été nommé pour l'Oscar de la meilleure musique de film (pour Arthur Lange) et pour l'Oscar de la meilleure chanson originale lors de la cérémonie des Oscars 1946 pour la chanson Sleighride in July (musique de James Van Heusen ; paroles de Johnny Burke).

## Synopsis
Dans une ville du Yukon appelée Malemute, le saloon appartenant à "l'honnête" John Calhoun accueille une nouvelle vedette, Belle De Valle, pendant son absence. Un étranger en ville, Sam Slade, propose de garder un œil sur les choses jusqu'au retour du patron, tandis que le gérant du saloon, Pop Candless, et le marshal véreux de la ville, Maitland, gardent un œil suspicieux sur lui.
Dès que l'honnête John revient, Belle le frappe avec un vase. Ils se sont connus à Seattle, où, selon Belle, il était en fait un escroc connu sous le nom de Gentleman Jack qui l'a abandonnée après avoir été recherché par la justice pour ses méthodes malhonnêtes.
Lettie, la jolie fille de Pop, est attirée par Steve Atterbury, le pianiste. Pop est méfiant et trouve une lettre indiquant que Steve est déjà marié et a des enfants. Steve est pris en embuscade et mis sur un bateau pour Nome, donnant l'impression qu'il a froidement laissé Lettie derrière lui.
L'honnête John complote secrètement un vol d'or. Il gagne la confiance de la ville et est nommé président de la banque. Belle découvre le plan et lance une course à la banque, obligeant Honest John à payer les clients avec l'argent qu'il avait prévu d'utiliser dans son escroquerie.
Tout se passe cependant pour le mieux, car Steve quitte le navire et retourne à Malemute pour reconquérir Lettie, aidé par l'arrivée de sa sœur, Cherie, et de leur riche père, C.V. Atterbury, qui se porte garant du fait que Steve n'est pas marié et, en signe de bonne foi, place cent mille dollars dans la banque. L'honnête John promet d'être réellement honnête à partir de maintenant.

## Fiche technique
- Titre original : Belle of the Yukon
- Titre français : La Belle de l'Alaska
- Réalisation : William A. Seiter
- Scénario : Houston Branch et James Edward Grant
- Musique : Arthur Lange
- Photographie : Ray Rennahan
- Montage : Ernest J. Nims
- Producteur : William A. Seiter
- Société de production : International Pictures (en)
- Société de distribution : RKO Radio Pictures
- Pays de production :  États-Unis
- Langue originale : anglais américain
- Format : couleur (Technicolor) — 35 mm — 1,37:1 — son : mono
- Genre : film musical, western
- Durée : 83 minutes
- Dates de sortie : 
  - États-Unis : 27 décembre 1944
  - France : 2 août 1946

## Distribution
- Randolph Scott : Honest John Calhoun alias Gentleman Jack
- Gypsy Rose Lee : Belle De Valle
- Dinah Shore : Lettie Candless
- Bob Burns : Sam Slade
- Charles Winninger : Pop Candless
- William Marshall : Steve Atterbury
- Guinn 'Big Boy' Williams : Shérif Mervin Maitland
- Robert Armstrong : George
- Florence Bates : Viola Chase
- Victor Kilian : le professeur Salsbury
- Edward Fielding : C. V. Atterbury
- Wanda McKay : Cherie Atterbury